# Jean-Julien Rojer
Jean-Julien Rojer (* 25. srpna 1981 Willemstad, Curaçao) je nizozemský profesionální tenista. Ve své dosavadní kariéře na okruhu ATP Tour vyhrál třicet sedm deblových turnajů. Na challengerech ATP získal jedenáct titulů ve čtyřhře. Na grandslamu zvítězil s Tecăuem ve čtyřhře Wimbledonu 2015 a US Open 2017 a s Arévalem na French Open 2022. Smíšenou soutěž ovládl s Grönefeldovou na French Open 2014. Po boku Tecăua triumfoval také na londýnském Turnaji mistrů 2015.
Na žebříčku ATP byl ve dvouhře nejvýše klasifikován v srpnu 2005 na 218. místě a ve čtyřhře pak v listopadu 2015 na 3. místě. Trénuje ho Luis Fernando Manrique.
V Davis Cupu mezi lety 1998–2007 reprezentoval Nizozemské Antily. V roce 2012 se stal členem nizozemského týmu. V soutěži debutoval v roce 1998 základním blokem 4. skupiny americké zóny proti Východnímu Karibiku, v němž vyhrál dvouhru nad Ronaldem Liverpoolem. Antilané zvítězili 3:0 na zápasy. Do září 2024 nastoupil celkem k čtyřiceti šesti mezistátním utkáním s bilancí 28–6 ve dvouhře a 22–10 ve čtyřhře.
Nizozemsko reprezentoval na Letních olympijských hrách 2012 v Londýně, kde nastoupil do mužské čtyřhry s Robinem Haasem. V prvním kole je však vyřadili Indové Leander Paes s Višnem Vardhanem. Zúčastnil se také Her XXXI. olympiády v Rio de Janeiru. Opět po boku Robina Haaseho dohráli na úvod deblové soutěže s pozdějšími olympijskými šampiony Marcem Lópezem a Rafaelem Nadalem ze Španělska. Potřetí na olympijském turnaji startoval na odložených LOH 2020 v Tokiu. Před druhým kolem však musel s Wesleym Koolhofem odstoupit ze čtyřhry kvůli pozitivnímu testu na covid-19.

## Soukromý život
Narodil se roku 1981 ve Willemstadu na Curaçau do rodiny zubaře Randalla a učitelky v mateřské škole Naziry Rojerových. S tenisem začal v šesti letech, aby se vyrovnal staršímu bratru Jamilu Rojerovi, který se později stal maxilofaciálním chirurgem. Ve třinácti letech opustil Curaçao a začal trénovat v miamském Crandon Parku. V letech 2000–2002 hrál univerzitní tenis za Kalifornskou univerzitu v Los Angeles a dvakrát byl zařazen do deblového výběru All-American („týmu hvězd“). Hovoří nizozemsky, anglicky a španělsky.

## Finále na Grand Slamu

### Mužská čtyřhra: 3 (3–0)
| Stav  | rok  | turnaj      | povrch | spoluhráč       | soupeři ve finále          | výsledek                |
| ----- | ---- | ----------- | ------ | --------------- | -------------------------- | ----------------------- |
| Vítěz | 2015 | Wimbledon   | tráva  | Horia Tecău     | Jamie Murray John Peers    | 7–6(7–5), 6–4, 6–4      |
| Vítěz | 2017 | US Open     | tvrdý  | Horia Tecău     | Feliciano López Marc López | 6–4, 6–3                |
| Vítěz | 2022 | French Open | antuka | Marcelo Arévalo | Ivan Dodig Austin Krajicek | 6–7(4–7), 7–6(7–5), 6–3 |

### Smíšená čtyřhra: 1 (1–0)
| Stav  | rok  | turnaj      | povrch | spoluhráčka            | soupeři ve finále              | výsledek         |
| ----- | ---- | ----------- | ------ | ---------------------- | ------------------------------ | ---------------- |
| Vítěz | 2014 | French Open | antuka | Anna-Lena Grönefeldová | Julia Görgesová Nenad Zimonjić | 4–6, 6–2, [10–7] |

## Finále na Turnaji mistrů

### Mužská čtyřhra: 1 (1–0)
| Stav  | rok  | turnaj                     | povrch    | spoluhráč   | soupeři ve finále           | výsledek |
| ----- | ---- | -------------------------- | --------- | ----------- | --------------------------- | -------- |
| Vítěz | 2015 | Londýn, Spojené království | tvrdý (h) | Horia Tecău | Rohan Bopanna Florin Mergea | 6–4, 6–3 |

## Finále na okruhu ATP Tour

### Čtyřhra: 61 (37–24)
| Legenda                     |
| --------------------------- |
| Grand Slam (3–0)            |
| Turnaj mistrů (1–0)         |
| ATP Tour Masters 1000 (4–3) |
| ATP Tour 500 (8–7)          |
| ATP Tour 250 (21–14)        |

| Stav      | č.  | datum              | turnaj                                | povrch    | spoluhráč       | soupeři ve finále                    | výsledek                   |
| --------- | --- | ------------------ | ------------------------------------- | --------- | --------------- | ------------------------------------ | -------------------------- |
| Finalista | 1.  | červenec 2008      | Båstad, Švédsko                       | antuka    | Johan Brunström | Jonas Björkman Robin Söderling       | 2–6, 2–6                   |
| Finalista | 2.  | květen 2009        | Záhřeb, Srbsko                        | antuka    | Johan Brunström | Łukasz Kubot Oliver Marach           | 6–2, 7–6(7–3)              |
| Finalista | 3.  | červen 2009        | Rosmalen, Nizozemsko                  | tráva     | Johan Brunström | Wesley Moodie Dick Norman            | 6–7(3–7), 7–6(7–3), [5–10] |
| Finalista | 4.  | srpen 2009         | Umag, Chorvatsko                      | antuka    | Johan Brunström | František Čermák Michal Mertiňák     | 4–6, 4–6                   |
| Finalista | 5.  | září 2009          | Bukurešť, Rumunsko                    | antuka    | Johan Brunström | František Čermák Michal Mertiňák     | 2–6, 4–6                   |
| Finalista | 6.  | srpen 2010         | Los Angeles, Spojené státy            | tvrdý     | Eric Butorac    | Bob Bryan Mike Bryan                 | 7–6(8–6), 2–6, [7–10]      |
| Vítěz     | 1.  | říjen 2010         | Tokio, Japonsko                       | tvrdý     | Eric Butorac    | Andreas Seppi Dmitrij Tursunov       | 6–3, 6–2                   |
| Vítěz     | 2.  | říjen 2010         | Stockholm, Švédsko                    | tvrdý (h) | Eric Butorac    | Johan Brunström Jarkko Nieminen      | 6–3, 6–4                   |
| Finalista | 7.  | únor 2011          | Memphis, Spojené státy                | tvrdý (h) | Eric Butorac    | Max Mirnyj Daniel Nestor             | 2–6, 7–6(8–6), [3–10]      |
| Vítěz     | 3.  | květen 2011        | Estoril, Portugalsko                  | antuka    | Eric Butorac    | Marc López David Marrero             | 6–3, 6–4                   |
| Vítěz     | 4.  | květen 2011        | Nice, Francie                         | antuka    | Eric Butorac    | Santiago González David Marrero      | 6–3, 6–4                   |
| Vítěz     | 5.  | říjen 2011         | Kuala Lumpur, Malajsie                | tvrdý (h) | Eric Butorac    | František Čermák Filip Polášek       | 6–1, 6–3                   |
| Finalista | 8.  | listopad 2011      | Valencie, Španělsko                   | tvrdý (h) | Eric Butorac    | Bob Bryan Mike Bryan                 | 4–6, 6–7(9–11)             |
| Vítěz     | 6.  | květen 2012        | Estoril, Portugalsko (2)              | antuka    | Ajsám Kúreší    | Julian Knowle David Marrero          | 7–5, 7–5                   |
| Vítěz     | 7.  | červen 2012        | Halle, Německo                        | tráva     | Ajsám Kúreší    | Treat Conrad Huey Scott Lipsky       | 6–3, 6–4                   |
| Finalista | 9.  | listopad 2012      | Paříž, Francie                        | tvrdý (h) | Ajsám Kúreší    | Maheš Bhúpatí Rohan Bopanna          | 6–7(6–8), 3–6              |
| Finalista | 10. | únor 2013          | Marseille, Francie                    | tvrdý (h) | Ajsám Kúreší    | Rohan Bopanna Colin Fleming          | 4–6, 6–7(3–7)              |
| Vítěz     | 8.  | březen 2013        | Miami, Spojené státy                  | tvrdý     | Ajsám Kúreší    | Mariusz Fyrstenberg Marcin Matkowski | 6–4, 6–1                   |
| Finalista | 11. | květen 2013        | Estoril, Portugalsko                  | antuka    | Ajsám Kúreší    | Santiago González Scott Lipsky       | 3–6, 6–4, [7–10]           |
| Vítěz     | 9.  | říjen 2013         | Stockholm, Švédsko (2)                | tvrdý (h) | Ajsám Kúreší    | Jonas Björkman Robert Lindstedt      | 6–2, 6–2                   |
| Vítěz     | 10. | 9. února 2014      | Záhřeb, Chorvatsko                    | tvrdý (h) | Horia Tecău     | Philipp Marx Michal Mertiňák         | 3–6, 6–4, [10–2]           |
| Finalista | 12. | 16. února 2014     | Rotterdam, Nizozemsko                 | tvrdý (h) | Horia Tecău     | Michaël Llodra Nicolas Mahut         | 2–6, 6–7(7–4)              |
| Vítěz     | 11. | 12. dubna 2014     | Casablanca, Maroko                    | antuka    | Horia Tecău     | Tomasz Bednarek Lukáš Dlouhý         | 6–2, 6–2                   |
| Vítěz     | 12. | 27. dubna 2014     | Bukurešť, Rumunsko                    | antuka    | Horia Tecău     | Mariusz Fyrstenberg Marcin Matkowski | 6–4, 6–4                   |
| Vítěz     | 13. | 22. června 2014    | 's-Hertogenbosch, Nizozemsko          | tráva     | Horia Tecău     | Scott Lipsky Santiago González       | 6–3, 7–6(7–3)              |
| Vítěz     | 14. | 3. srpna 2014      | Washington, D.C., Spojené státy       | tvrdý     | Horia Tecău     | Samuel Groth Leander Paes            | 7–5, 6–4                   |
| Vítěz     | 15. | 27. září 2014      | Šen-čen, ČLR                          | tvrdý     | Horia Tecău     | Chris Guccione Samuel Groth          | 6–4, 7–6(7–4)              |
| Vítěz     | 16. | 5. října 2014      | Peking, ČLR                           | tvrdý     | Horia Tecău     | Julien Benneteau Vasek Pospisil      | 6–7(6–8), 7–5, [10–5]      |
| Vítěz     | 17. | 26. října 2014     | Valencia, Španělsko                   | tvrdý (h) | Horia Tecău     | Kevin Anderson Jérémy Chardy         | 6–4, 6–2                   |
| Finalista | 13. | 17. ledna 2015     | Sydney, Austrálie                     | tvrdý     | Horia Tecău     | Rohan Bopanna Daniel Nestor          | 4–6, 6–7(5–7)              |
| Vítěz     | 18. | 15. února 2015     | Rotterdam, Nizozemsko                 | tvrdý (h) | Horia Tecău     | Jamie Murray John Peers              | 3–6, 6–3, [10–8]           |
| Finalista | 14. | 23. května 2015    | Nice, Francie                         | antuka    | Horia Tecău     | Mate Pavić Michael Venus             | 6–7(4–7), 6–2, [7–10]      |
| Vítěz     | 19. | 11. července 2015  | Wimbledon, Londýn, Spojené království | tráva     | Horia Tecău     | Jamie Murray John Peers              | 7–6(7–5), 6–4, 6–4         |
| Vítěz     | 20. | 16. listopadu 2015 | Londýn, Spojené království            | tvrdý (h) | Horia Tecău     | Rohan Bopanna Florin Mergea          | 6–4, 6–3                   |
| Vítěz     | 21. | 8. května 2016     | Madrid, Španělsko                     | antuka    | Horia Tecău     | Rohan Bopanna Florin Mergea          | 6–4, 7-6(7-5)              |
| Finalista | 15. | 21. srpna 2016     | Cincinnati, Spojené státy             | tvrdý     | Horia Tecău     | Ivan Dodig Marcelo Melo              | 6–7(5–7), 7–6(7–5), [6–10] |
| Vítěz     | 22. | 4. března 2017     | Dubaj, Spojené arabské emiráty        | tvrdý     | Horia Tecău     | Rohan Bopanna Marcin Matkowski       | 4–6, 6–3, [10–3]           |
| Vítěz     | 23. | 27. května 2017    | Geneva, Švýcarsko                     | antuka    | Horia Tecău     | Juan Sebastián Cabal Robert Farah    | 2–6, 7–6(11–9), [10–6]     |
| Vítěz     | 24. | 26. srpna 2017     | Winston-Salem, Spojené státy          | tvrdý     | Horia Tecău     | Julio Peralta Horacio Zeballos       | 6–3, 6–4                   |
| Vítěz     | 25. | 8. září 2017       | US Open, New York, spojené státy      | tvrdý     | Horia Tecău     | Feliciano López Marc López           | 6–4, 6–3                   |
| Finalista | 16. | říjen 2017         | Stockholm, Švédsko                    | tvrdý (h) | Ajsám Kúreší    | Oliver Marach Mate Pavić             | 6–3, 6–7(6–8), [4–10]      |
| Vítěz     | 26. | březen 2018        | Dubaj, SAE (2)                        | tvrdý     | Horia Tecău     | James Cerretani Leander Paes         | 6–2, 7–6(7–2)              |
| Finalista | 17. | duben 2018         | Barcelona, Španělsko                  | antuka    | Ajsám Kúreší    | Feliciano López Marc López           | 6–7(5–7), 4–6              |
| Vítěz     | 27. | srpen 2018         | Winston-Salem, Spojené státy (2)      | tvrdý     | Horia Tecău     | James Cerretani Leander Paes         | 6–4, 6–2                   |
| Finalista | 18. | listopad 2018      | Paříž, Francie                        | tvrdý (h) | Horia Tecău     | Marcel Granollers Rajeev Ram         | 4–6, 4–6                   |
| Finalista | 19. | únor 2019          | Rotterdam, Nizozemsko                 | tvrdý (h) | Horia Tecău     | Jérémy Chardy Henri Kontinen         | 6–7(5–7), 6–7(4–7)         |
| Vítěz     | 28. | květen 2019        | Madrid, Španělsko                     | antuka    | Horia Tecău     | Diego Schwartzman Dominic Thiem      | 6–2, 6–3                   |
| Finalista | 20. | srpen 2019         | Washington, D.C., Spojené státy       | tvrdý     | Horia Tecău     | Raven Klaasen Michael Venus          | 6–3, 3–6, [2–10]           |
| Vítěz     | 29. | říjen 2019         | Basilej, Švýcarsko                    | tvrdý (h) | Horia Tecău     | Taylor Fritz Reilly Opelka           | 7–5, 6–3                   |
| Finalista | 21. | říjen 2021         | Antverpy, Belgie                      | tvrdý (h) | Wesley Koolhof  | Nicolas Mahut Fabrice Martin         | 0–6, 1–6                   |
| Finalista | 22. | listopad 2021      | Stockholm, Švédsko                    | tvrdý (h) | Ajsám Kúreší    | Santiago González Andrés Molteni     | 2–6, 2–6                   |
| Vítěz     | 30. | únor 2022          | Dallas, Spojené státy                 | tvrdý (h) | Marcelo Arévalo | Lloyd Glasspool Harri Heliövaara     | 7–6(7–4), 6–4              |
| Vítěz     | 31. | únor 2022          | Delray Beach, Spojené státy           | tvrdý     | Marcelo Arévalo | Oleksandr Nedověsov Ajsám Kúreší     | 6–2, 6–7(5–7), [10–4]      |
| Finalista | 23. | únor 2022          | Acapulco, Mexiko                      | tvrdý     | Marcelo Arévalo | Feliciano López Stefanos Tsitsipas   | 5–7, 4–6                   |
| Vítěz     | 32. | červen 2022        | French Open, Paříž, Francie           | antuka    | Marcelo Arévalo | Ivan Dodig Austin Krajicek           | 6–7(4–7), 7–6(7–5), 6–3    |
| Vítěz     | 33. | říjen 2022         | Stockholm, Švédsko                    | tvrdý (h) | Marcelo Arévalo | Lloyd Glasspool Harri Heliövaara     | 6–3, 6–3                   |
| Vítěz     | 34. | leden 2023         | Adelaide, Austrálie                   | tvrdý     | Marcelo Arévalo | Ivan Dodig Austin Krajicek           | bez boje                   |
| Vítěz     | 35. | únor 2023          | Delray Beach, Spojené státy (2)       | tvrdý     | Marcelo Arévalo | Rinky Hijikata Reese Stalder         | 6–3, 6–4                   |
| Vítěz     | 36. | 13. srpna 2023     | Toronto, Kanada                       | tvrdý     | Marcelo Arévalo | Rajeev Ram Joe Salisbury             | 6–3, 6–1                   |
| Vítěz     | 37. | leden 2024         | Brisbane, Austrálie                   | tvrdý     | Lloyd Glasspool | Kevin Krawietz Tim Pütz              | 7–6(7–3), 5–7, [12–10]     |
| Finalista | 24. | květen 2024        | Ženeva, Švýcarsko                     | antuka    | Lloyd Glasspool | Marcelo Arévalo Mate Pavić           | 6–7(2–7), 5–7              |

## Postavení na konečném žebříčku ATP

### Dvouhra
| Rok    | 2000  | 2001 | 2002 | 2003   | 2004   | 2005   | 2006   | 2007   | 2008    | 2009 |
| Pořadí | 1247. | –    | 496. | ▲ 289. | ▲ 284. | ▲ 247. | ▼ 306. | ▼ 641. | ▼ 1403. | –    |

### Čtyřhra
| Rok    | 1999  | 2000   | 2001 | 2002  | 2003   | 2004   | 2005   | 2006   | 2007   | 2008  | 2009  | 2010  | 2011  | 2012  | 2013  | 2014  | 2015 | 2016  | 2017 | 2018  | 2019  | 2020  | 2021  | 2022 | 2023  |
| Pořadí | 1188. | ▲ 919. | —    | 1159. | ▲ 261. | ▲ 241. | ▼ 251. | ▲ 175. | ▼ 187. | ▲ 84. | ▲ 43. | ▲ 41. | ▲ 20. | ▲ 13. | ▼ 15. | ▼ 16. | ▲ 3. | ▼ 27. | ▲ 7. | ▼ 19. | ▼ 20. | ▼ 25. | ▼ 38. | ▲ 6. | ▼ 18. |